# دولزهانسكايا (فولغوغراد)
دولزهانسكايا (بالروسية: Должанская) هي مدينة في مقاطعة فولغوغراد أوبلاست في روسيا.
يبلغ عدد سكانها حوالي 7061 نسمة.